# 淀屋橋

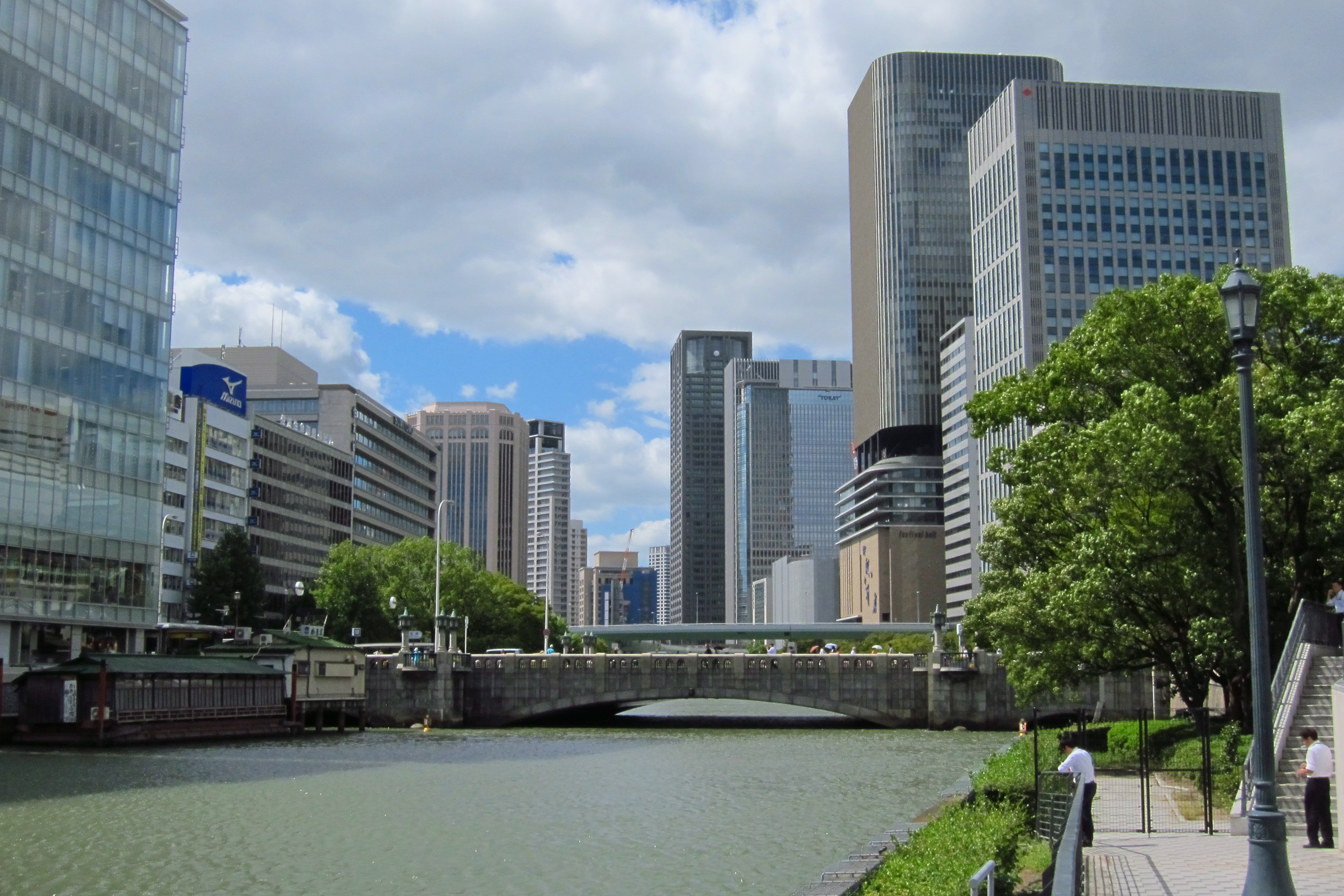
淀屋橋 （川上から）

淀屋橋（よどやばし）は、大阪府大阪市を流れる土佐堀川に架かる、御堂筋（国道25号）の橋。または、橋梁および淀屋橋駅周辺の地域名。橋梁は大阪市北区中之島1丁目と中央区北浜3丁目を結び、堂島浜と中之島を結ぶ大江橋とともに国の重要文化財に指定されている。
なお、「淀屋橋」という行政上の正式な地名は存在せず、一般的には橋の架かる北区の中之島や中央区の北浜付近の地域を指しており、周辺は大阪の代表的なビジネス街・金融街（中心業務地区、CBD）となっている。

## 橋梁
橋の南西に居を構えていた江戸時代の豪商・淀屋が米市の利便のために架橋したのが最初で、橋名もこれに由来する。米市は橋の南詰の路上で行われていたが、1697年（元禄10年）に堂島へ移った（後の堂島米市場）。1911年に幅員12間の鋼鈑桁橋に架け替えられ、1912年に大阪市電堺筋線が開通した。
現在の橋は都市計画学者の關一第7代大阪市長による御堂筋拡幅工事の一環として、1935年に完成した鉄筋コンクリート造りの3径間のアーチ橋で、橋長53.5メートル、幅員36.5メートル（20間）。淀屋橋と対になる、堂島川に架かる御堂筋の橋である大江橋も同年完成で、両橋のデザインは1924年の大阪市第一次都市計画事業で公募されたものである。
パリのセーヌ川を参考に景観に配慮したデザインは、一部補修された以外は懸架された当時のままで、市の第一次都市計画事業の目指すところを後世に伝えている。2000年に「大川・中之島の橋梁群」の1つとして土木学会選奨土木遺産に、2008年には「大江橋及び淀屋橋」として、コンクリート橋としては珍しく重要文化財に指定された。
橋の近くには「淀屋橋港」があり、水上バス「アクアライナー」が就航している。

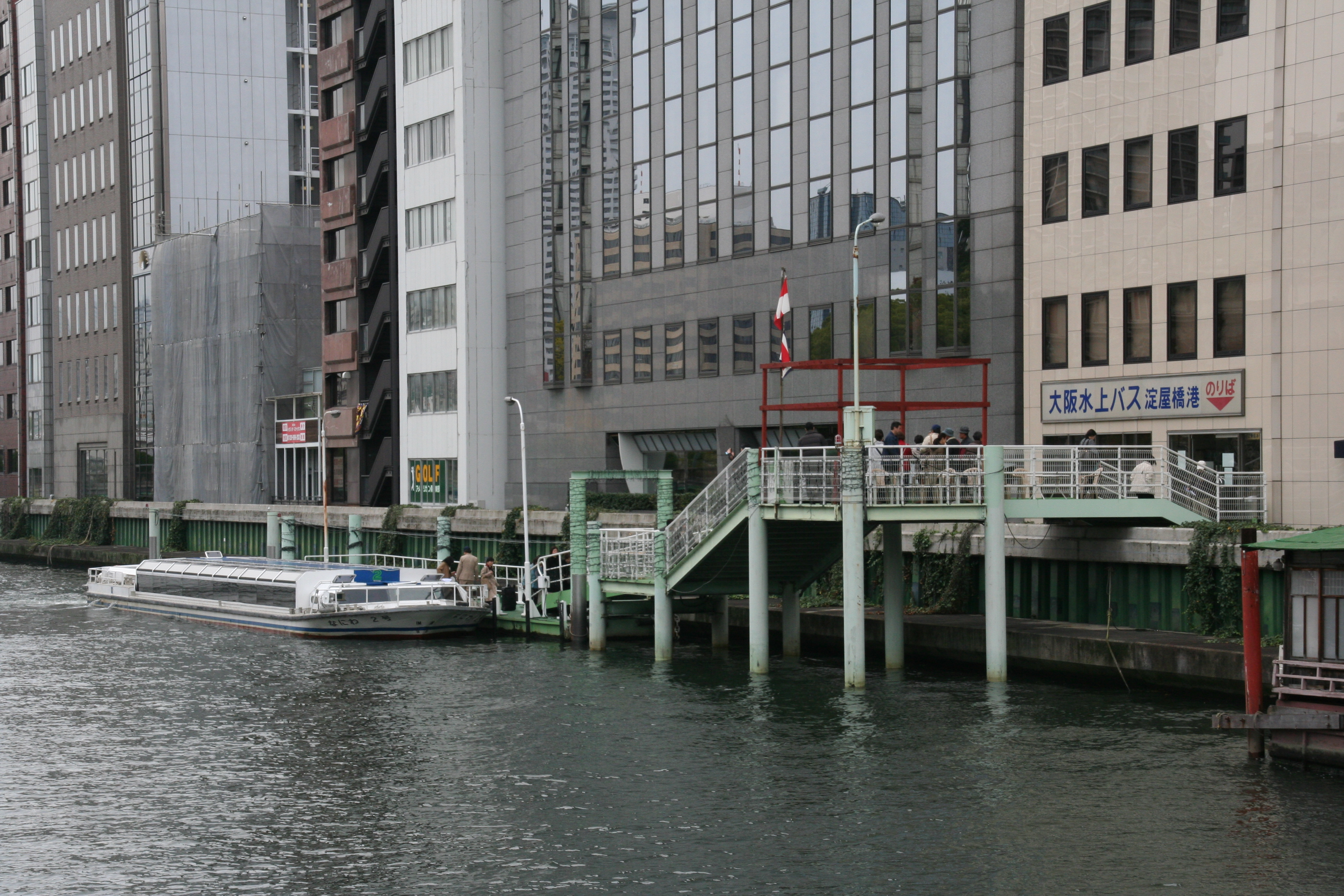
淀屋橋から見た淀屋橋港

## 地域名
土佐堀川の北（北区）には中之島、南（中央区）には北浜および地域名の船場が位置している。元々大阪市電淀屋橋停留場の開業後も、淀屋橋が船場北西部および中之島東部の地域名になるようなことはなく、顕著になったのは1933年の地下鉄御堂筋線淀屋橋駅の開業、さらには1963年の京阪本線延伸による同駅のターミナル化以降である。
北区の中之島側（北詰）には大阪市役所、日本銀行大阪支店、朝日新聞大阪本社（中之島フェスティバルタワー）があるほか、他にも日本生命本社や大阪市の関係機関などのビルが立ち並び、今日のように梅田が大規模なビジネス街として発展する以前からの大阪の伝統的なオフィス街である。また、中央区の船場側（南詰）には三井住友銀行大阪本店ビル（旧住友銀行本店ビル）や住友ビルディングを中心に住友グループ系のビルが立ち並ぶエリアがあり、通称「住友村」と呼ばれる。橋の南側に位置する淀屋橋交差点に面した土地は、大阪市の中でも非常に高水準の地価となっている（右上側写真の右側、みずほ銀行の入る日土地ビルが建っている場所）。

## 周辺情報
土佐堀川に架かるアーチ型の淀屋橋をはじめ、日本銀行、大阪府立中之島図書館、大阪市中央公会堂の建物など、戦前からの歴史的建造物が立ち並び、景観についても条例などによって規制され維持されている。また、2000年代現在は緩和（50メートル→60 - 70メートル）されているが、南側の船場方面の御堂筋沿いのビルの高さは、かつては31メートルに制限されていたため、建物の高さが綺麗に揃ったビル群を見ることができる。その後、大阪市が高さ規制のさらなる緩和を表明。それを受け、淀屋橋交差点南東および南西の区画に超高層ツインビルを建設する計画が浮上し、2025年竣工予定で再開発が進んでいる。
- 北区（中之島・堂島）側
  - 大江橋駅 - 京阪電車
  - 大阪市役所
  - 日本銀行大阪支店
  - 中之島公園
  - 大阪府立中之島図書館
  - 大阪市中央公会堂
  - 大阪市立東洋陶磁美術館
  - 大阪高等裁判所・大阪地方裁判所・大阪簡易裁判所
  - 大阪弁護士会
  - ANAクラウンプラザホテル大阪
  - こども本の森 中之島

- 中央区（船場）側
  - 淀屋橋駅 - 地下鉄御堂筋線・京阪電車
  - 淀屋橋ステーションワン（淀屋橋駅東地区都市再生事業）[5] - 中央日本土地建物所有の「日土地淀屋橋ビル」と京阪ホールディングス所有の「京阪御堂筋ビル」（旧「東京建物大阪ビル」）を一体的に再開発。2025年竣工予定。
  - 淀屋橋駅西地区第一種市街地再開発事業 - 石原ビルディングやミズノ旧本店ビル（1927年完成、後にミズノ淀屋橋店（2021年6月30日閉店））など[6]街区を一体的に、大和ハウス工業、住友商事、関電不動産開発などが参加する組合が再開発し、2025年竣工予定[7]。
  - 住友村（三井住友銀行大阪本店、住友金属工業本店、住友化学大阪本社などがある）
  - 日本生命保険本店
  - ガスビル - 大阪ガス本社
  - 塩野義製薬本社
  - 船井総合研究所大阪本社
  - 日本生命淀屋橋ビル
    - ネクスト1よどやばし - 閉鎖済。旧 日生淀屋橋ビルにあった商業施設

  - 淀屋橋スクエア
  - 三井住友海上大阪淀屋橋ビル・淀屋橋三井ビルディング
    - 淀屋橋odona（オドナ）

  - 大阪淀屋橋郵便局
  - 大阪市立愛珠幼稚園
  - 適塾
  - 御霊神社
  - 日本基督教団浪花教会
  - 関西棋院
  - 淀屋の屋敷跡
  - 芝川ビル
  - 大阪倶楽部
  - 湯木美術館
  - 三菱UFJ銀行大阪ビル

## ギャラリー

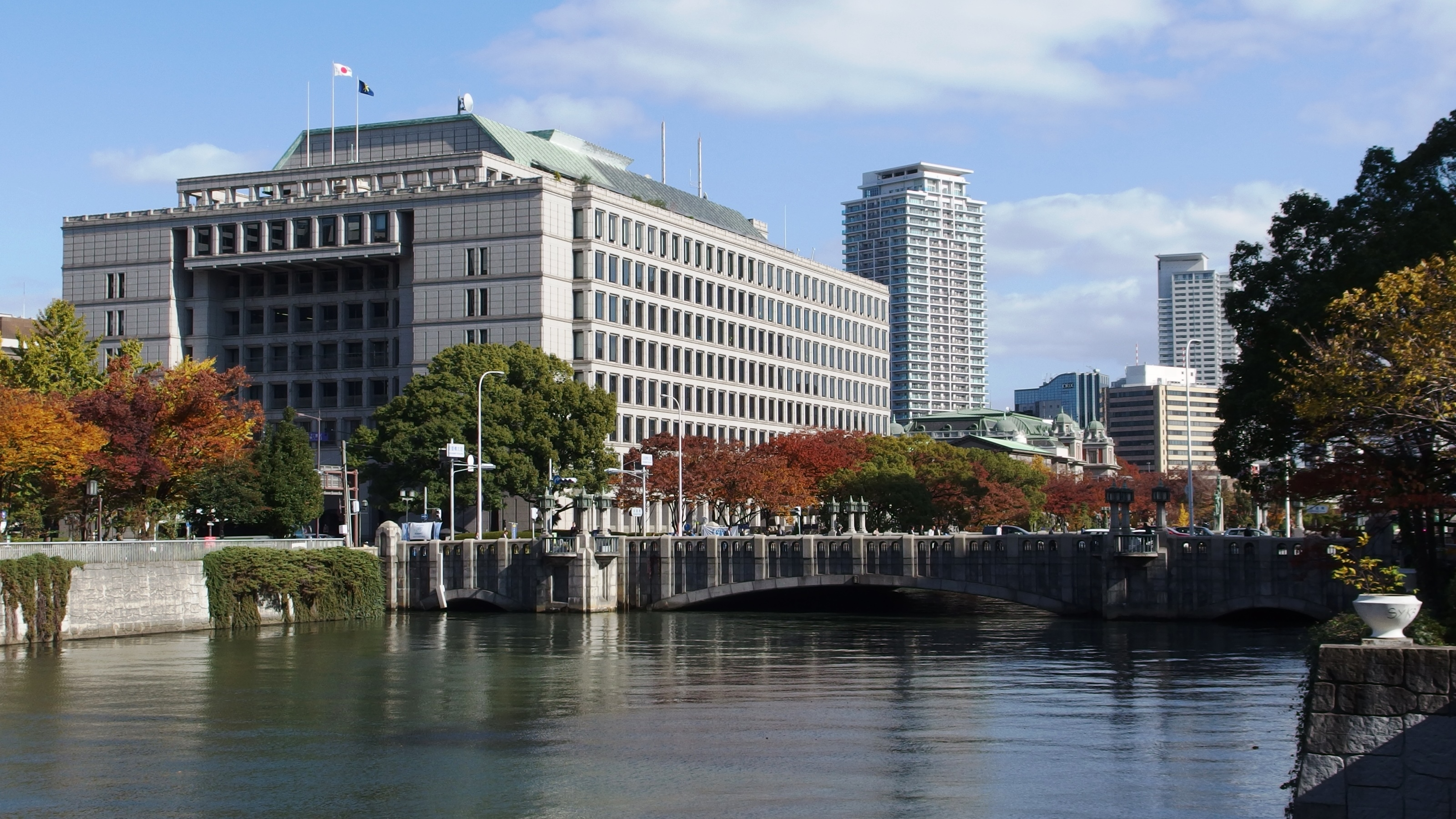
淀屋橋（川下から）
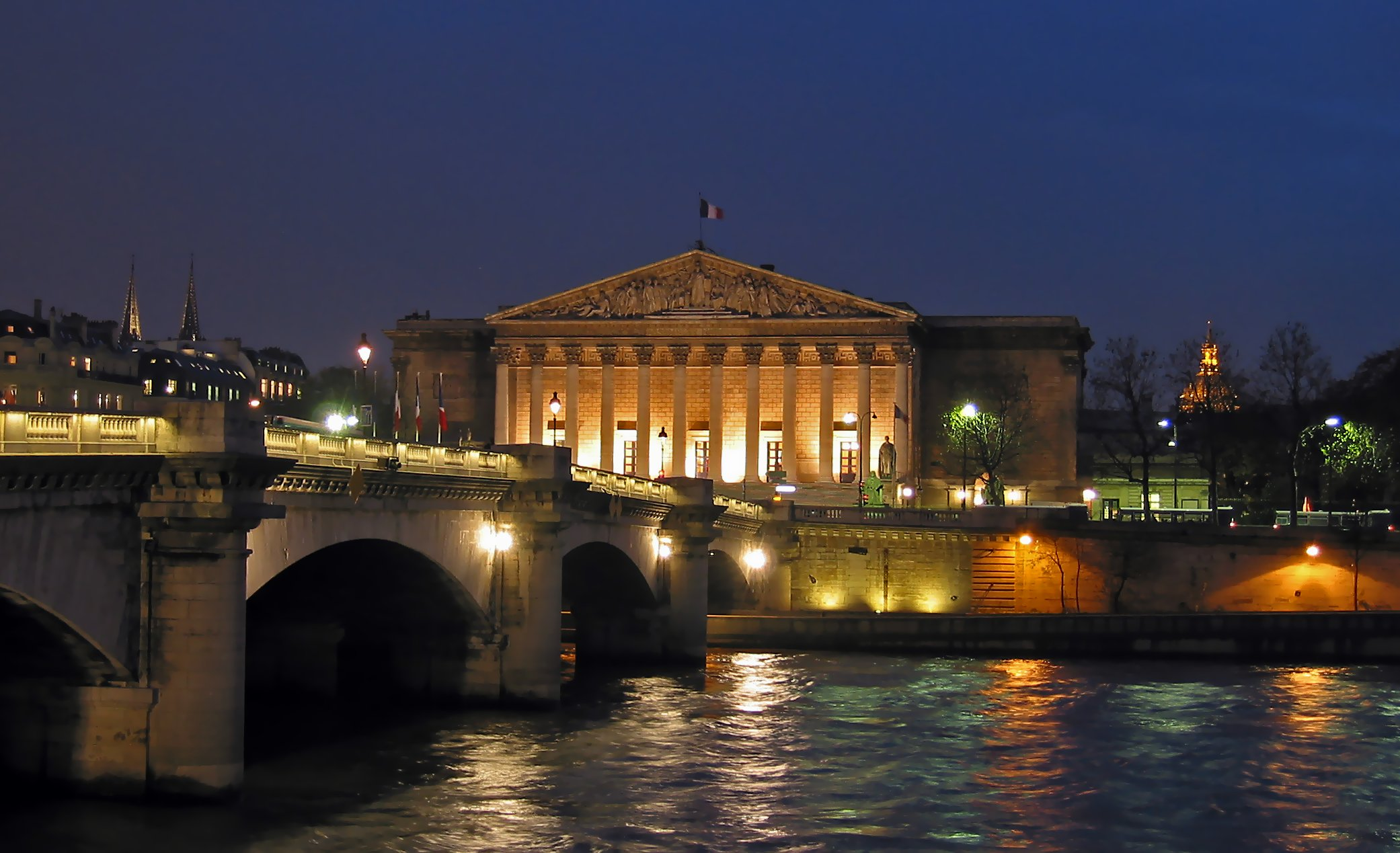
ブルボン宮殿とコンコルド橋（大阪市が参考にしたとされるセーヌ川の景観）
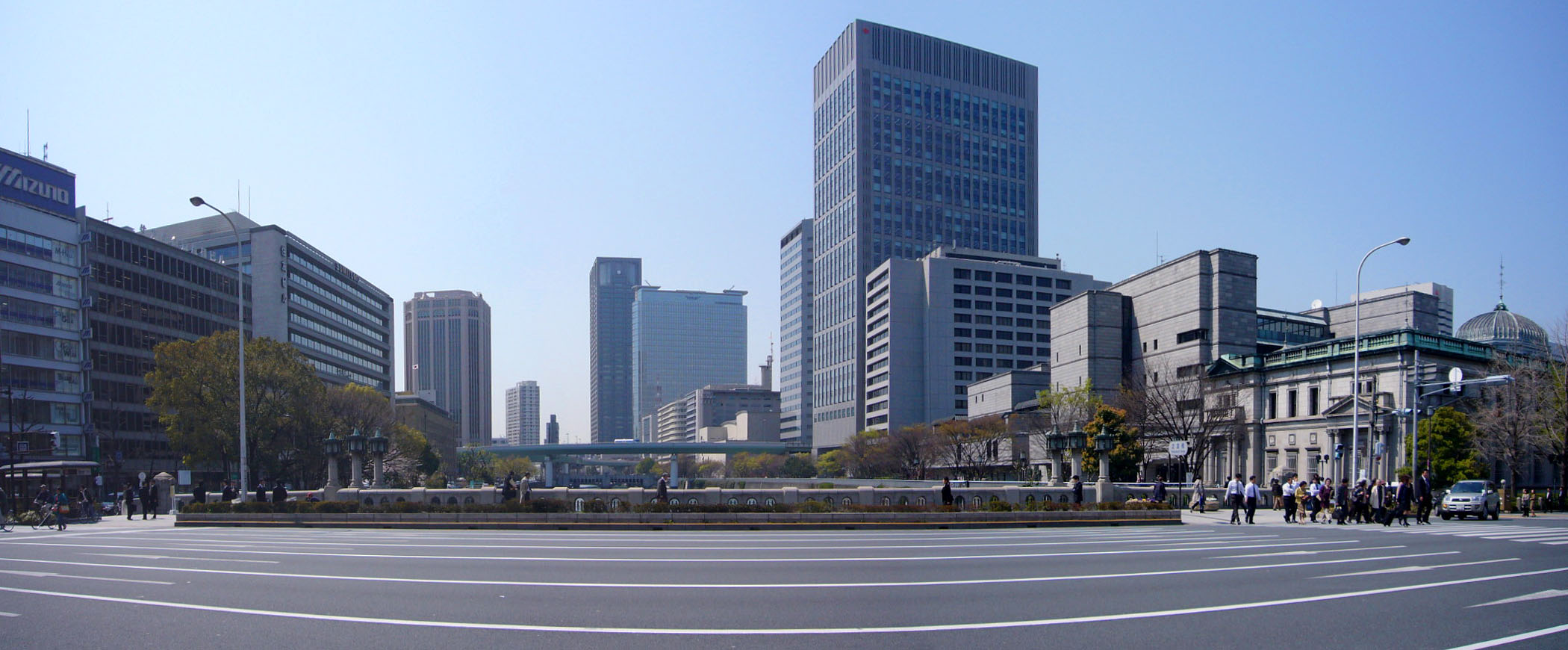
橋上から西を望む（2006年4月撮影）
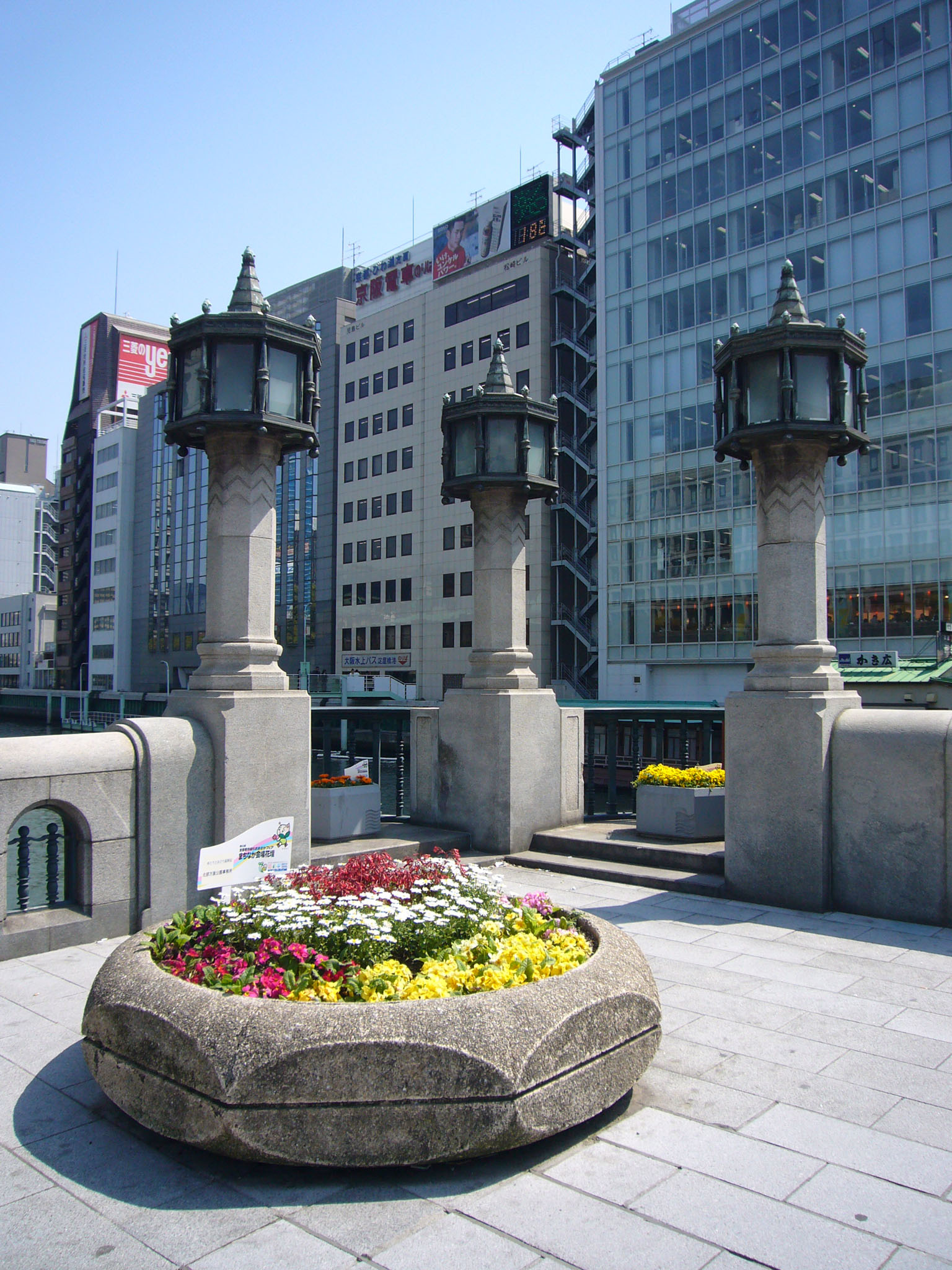
北東袂
- ミズノ淀屋橋本店